# Ceratocyba
Ceratocyba umbilicaris es una especie de araña araneomorfa de la familia Linyphiidae. Es el único miembro del género monotípico Ceratocyba.

## Distribución
Es un endemismo de Kenia. 